# لوتون ريدمان
لوتون ريدمان (بالإنجليزية: Lawton Redman)‏ هو متسابق بياثل أمريكي، ولد في 14 يونيو 1976 في ميدلبوري في الولايات المتحدة.

## وصلات خارجية
- لوتون ريدمان على موقع IBU (الإنجليزية)
- لوتون ريدمان على موقع أوليمبيديا (الإنجليزية)